# Honda Legend

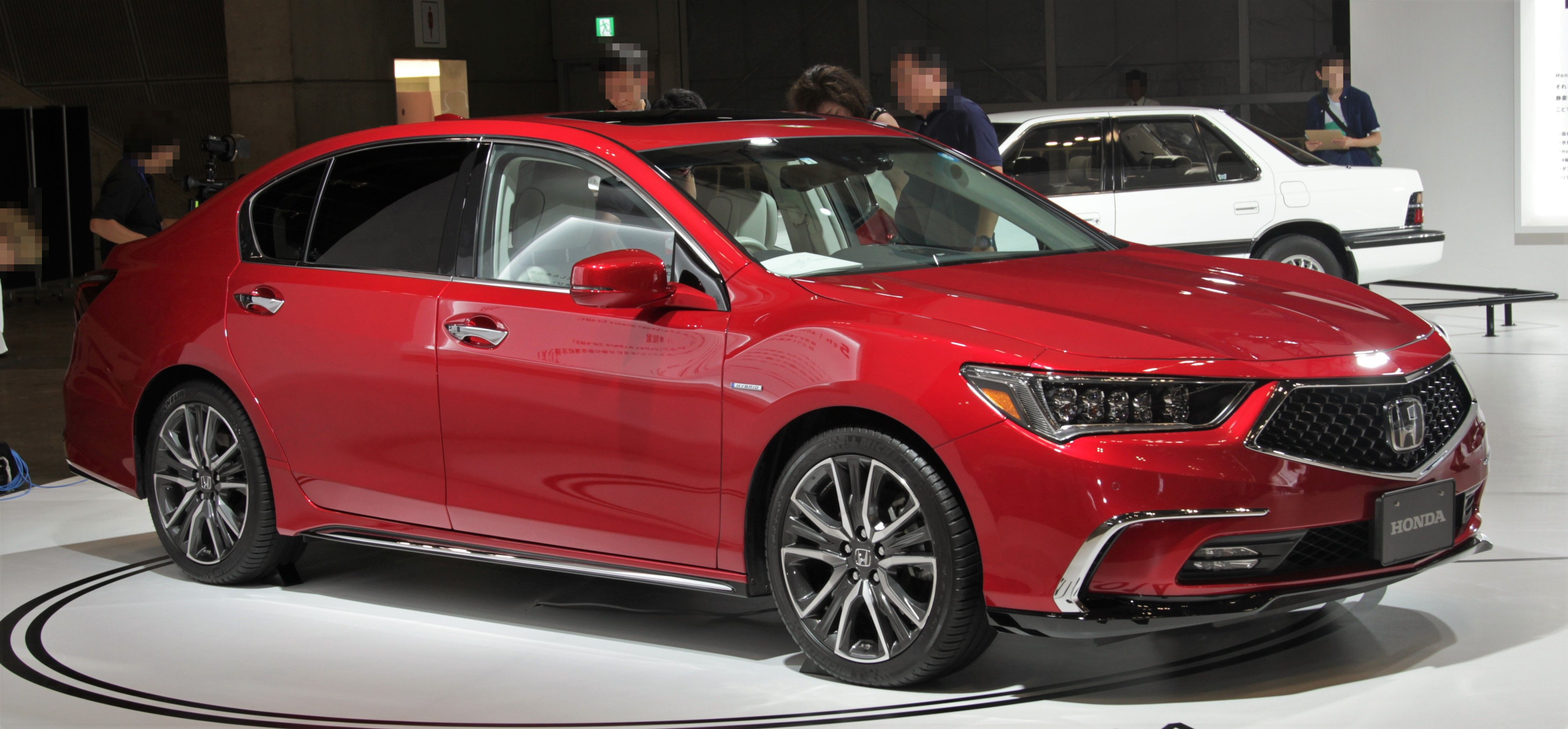
2018 Honda Legend.

De Honda Legend is een limousine in de hogere middenklasse (E-segment) van Honda, die in Noord-Amerika en Hong Kong tot 1996 als Acura Legend aangeboden werd en aldaar sindsdien Acura RL heet.
De Legend kan gezien worden als de eerste aanval van een Japanse fabrikant op de gevestigde orde van Europese luxemerken. Enkele jaren later volgden auto's als de Lexus LS400 (van Toyota), de Infiniti Q45 (van Nissan) en Mitsubishi's Diamante en Sigma.

## Geschiedenis

### Eerste generatie (KA1-KA6, 1985-1990)

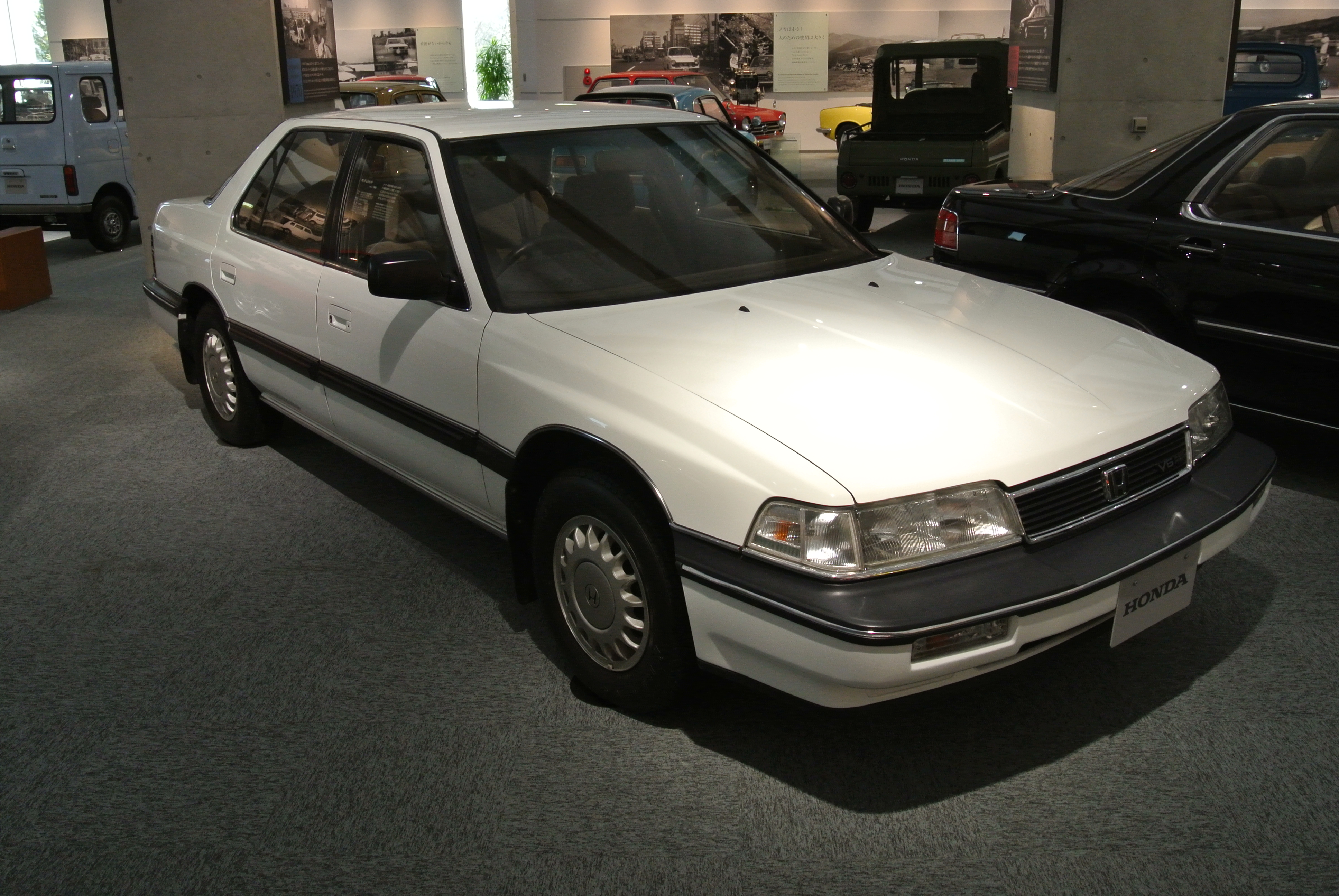
Honda Legend sedan, eerste generatie

Honda's antwoord op de Duitse hogere middenklasse werd eind 1985 op de Nederlandse markt geïntroduceerd. De vierdeurs sedan kwam met een 2,5 liter V6-motor met elektronische benzine-inspuiting en leverde 127 kW (173 pk). Later werd de motor met geregelde katalysator aangeboden, waardoor de vermogen iets terugliep tot 110 kW (150 pk). In 1987 volgden er een tweedeurs coupé en een nieuwe motor. Het vernieuwde aggregaat leverde 124 kW (169 pk) uit 2,7 liter. De uitrusting was naar toenmalige standaarden zeer compleet. De nieuwprijs lag aanzienlijk beneden die van een destijds gelijkwaardig uitgevoerde Mercedes-Benz of BMW. Op het platform van de Legend bracht Rover de van 1986 tot 1999 gebouwde Rover 800-serie uit.

### Tweede generatie (KA7/KA8, 1990-1995)

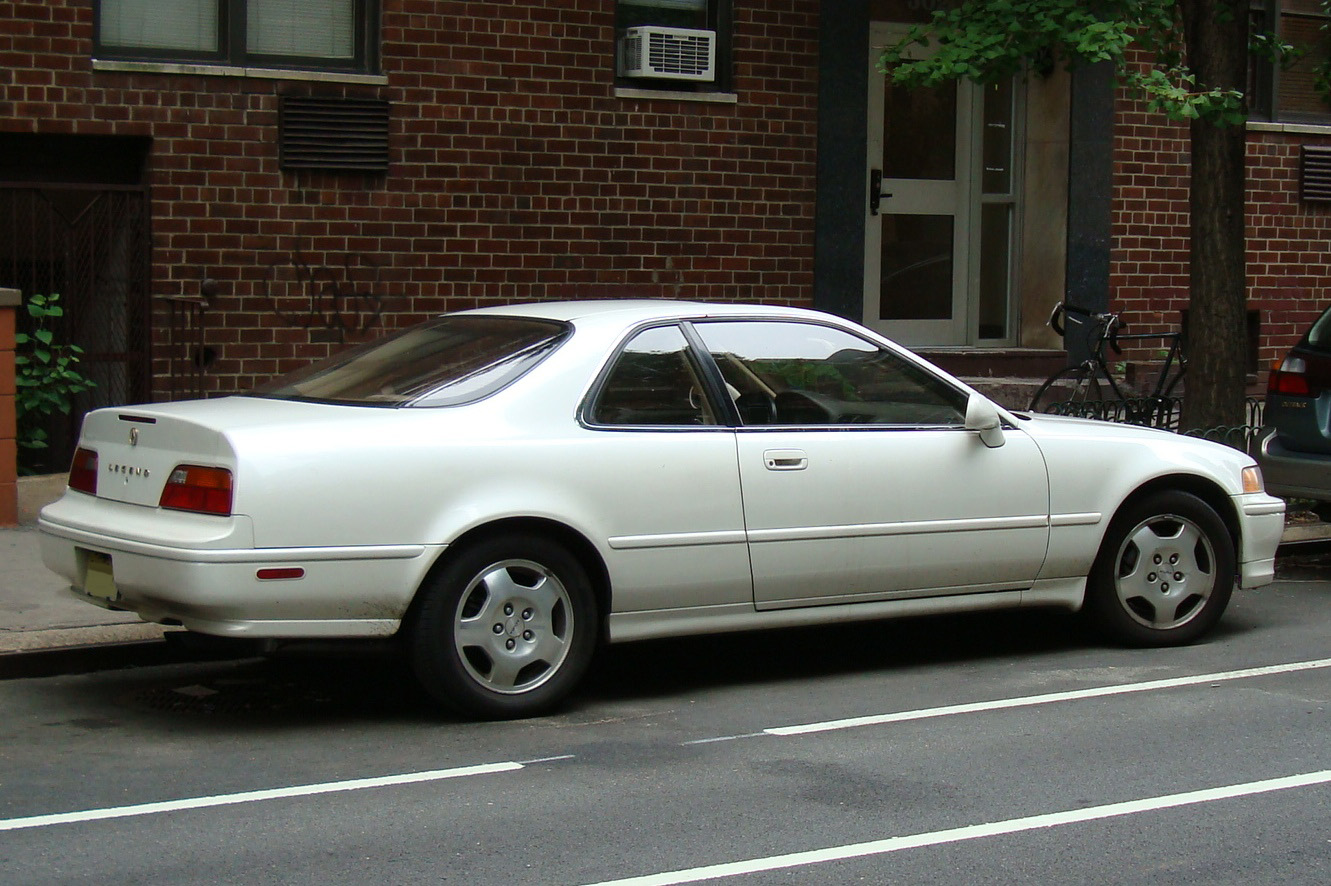
Acura Legend coupé (US), tweede generatie

Eind 1990 volgde er een nieuwe Legend. Wederom werd de vierdeurs limousine als eerst geïntroduceerd. In 1991 volgde de tweedeurs coupé. De afmetingen namen toe, evenals de motorisering: de nieuw ontwikkelde V6-motor leverde nu 151 kW (205 pk) en had een cilinderinhoud van 3,2 liter. Dit model, in het bijzonder de coupe, zou zich ontwikkelen tot de tot op heden bestverkochte Legend. Tussen 1994 en 1999 werd de auto in Zuid-Korea als Deawoo Arcadia vervaardigd en verkocht.

### Derde generatie (KA9, 1995-2004)

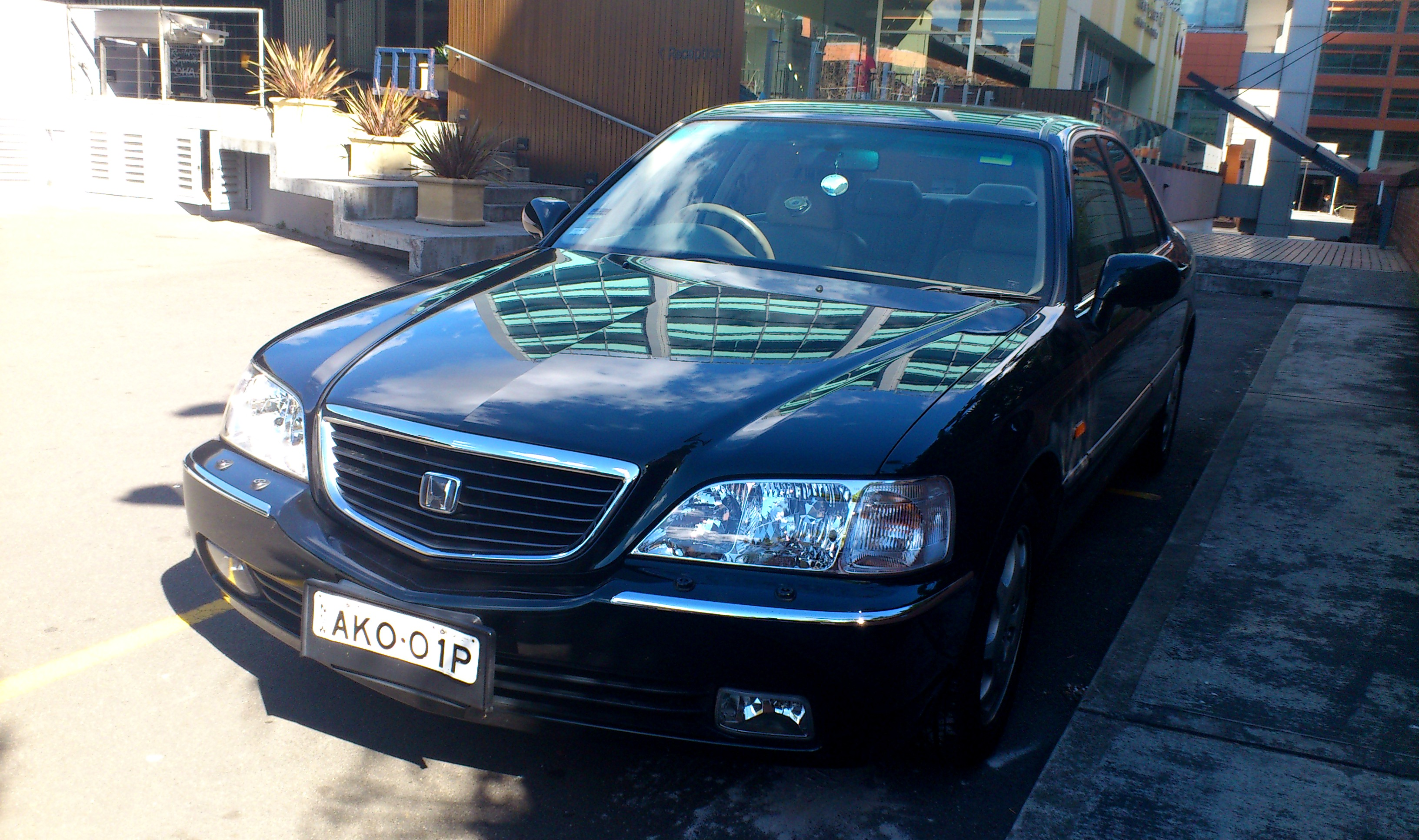
Honda Legend, derde generatie

In voorjaar 1996 volgde er een nieuwe modelwisseling. Er werd nu louter een vierdeurs limousine aangeboden. Een te lichte motor, een te bescheiden uitstraling tezamen met een te hoge prijs maakten de Legend tot een winkeldochter. De V6-motor leverde 'slechts' 151 kW (205 pk) bij een cilinderinhoud van 3,5 liter, geen spectaculaire waarde voor een auto met de prijsstelling van de Legend. De uitrusting en afwerking lagen niettemin nog steeds op het hoogste niveau en kon de vergelijking met de Duitse concurrentie zeker aan.
Vanaf 1995 werd de Legend in Japan met een in Japan ondersteund navigatiesysteem aangeboden.
Half 1999 kwam er een facelift. Tegelijkertijd steeg het vermogen licht tot 153 kW (208 pk). Bovendien werd de standaarduitrusting uitgebreid met xenonverlichting, zij-airbags, VSA (rijdynamiekregeling) en een verstelbare stuurkolom met geheugen.

### Vierde generatie (KB1, 2004-2012)

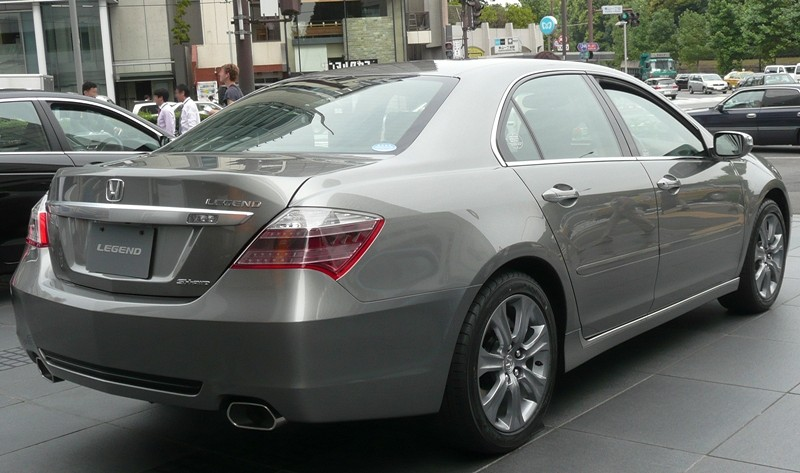
Honda Legend, vierde generatie, postfaceliftmodel

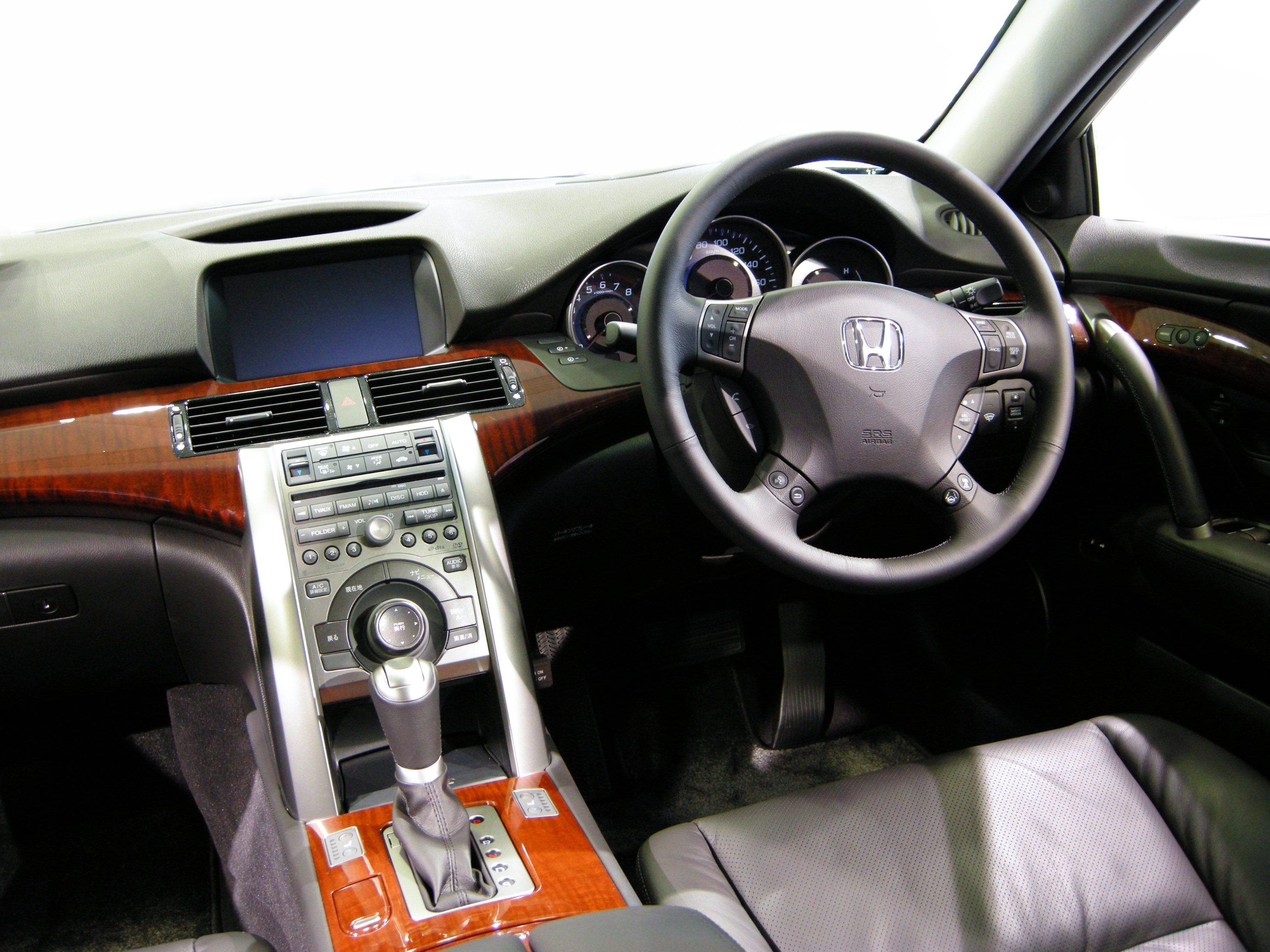
Interieur Legend, vierde generatie

In oktober 2004 werd gelijktijdig met de Acura RL-versie (vanaf modeljaar 2005) een nieuw Legend-model in Japan gepresenteerd. Honda zorgde hiermee voor een verrassing: voor het eerst sinds de op 206 kW (280 pk) gestelde vrijwillige vermogensbeperking die Japanse autobouwers in 1989 met elkaar voor hun thuismarkt afspraken, werd er een in serie geproduceerde auto met meer dan dit vermogen aangeboden. De nieuw ontwikkelde 3,5 V6-VTEC-motor leverde zowel in de versie voor de Amerikaanse markt als de versie voor de Japanse markt 221 kW (300 pk). Het doorbreken van deze limitering werd eerder van een sportmodel verwacht en niet van een limousine.
Vanaf herfst 2006 werd de nieuwe Legend in Europa aangeboden. De reeds in de Acura RL toegepaste VTEC-motor, die in de Europese Legend ter beschikking komt, levert hier officieel 217 kW (295 pk). Het nieuwe vierwielaandrijvingsysteem SH-AWD (super handling all wheel drive) verdeelt als active-yaw-system het draaimoment niet slechts variabel over voor- en achteras, maar daarnaast ook over linker- en rechterachterwiel. De Legend kwam optioneel met automatische afstandhouder.
Laat 2008 verscheen er een op het gebied van design en techniek doorontwikkelde versie van de Legend. Deze is sinds voorjaar 2009 tegen licht hogere prijzen verkrijgbaar. De verschijningsvorm van het front van de nieuwe Legend gelijkt dat van de Honda Accord van het modeljaar 2008. Zo werd de vorm van de koplampen aangepast, de mistlichten en de radiatorgrill werden hoekiger uitgevoerd en de onderste luchtinlaat bestond nu uit drie delen. Bovendien vervielen de gelakte stootstrips en het contour van de motorkap werd steviger aangezet. De achterkant werd door de inpassing van de achterlichten meer driedimensionaal en een spoiler werd vloeiend in de kofferklep geïntegreerd. Daarnaast werd de chroomlijst verbreed, de bumper veranderd en van een zwarte luchtuitlaat voorzien en de uitlaat einden zijn nu trapeziumvormig in plaats van ovaal. Ook werden de bovendien van led-techniek voorziene achteruitrijlichten minder rond vormgegeven en de achterste stootlijsten vervielen. Binnenin werden uitsluitend de materialen en kleuren verandert en werd de toepassing van decorpanelen verder doorgevoerd. De V6-motor wordt met 200 cc vergroot tot 3,7 liter. Zodoende moet het koppel in het middengebied tot 20% verhoogd worden. Dankzij de doorontwikkelde vijftrapsautomaat werd de acceleratie van 0 naar 100 km/u met 0,2 seconden verkort. Deze bedraagt nu 7,2 seconden. Bovendien werd de isolatie van de motorruimte verbeterd en met een actief geluidsfilter vervolmaakt. Tot de standaarduitrusting behoren nu ook actieve hoofdsteunen voor de voorstoelen.
In herfst 2010 -na 25 jaar- schrapt Honda de Legend wegens te geringe aftrek uit haar Europese gamma. Op de Japanse markt is er inmiddels en nieuwe, vijfde generatie Honda Legend beschikbaar.

## Noot
1. ↑  Bridging the Gap: The Honda/Acura Legend and Rover 800. Gearchiveerd op 5 december 2022.

Huidige modellen België & Nederland:
Civic ·
CR-V ·
HR-V ·
e ·
Jazz ·
NSX
Overige modellen internationaal:
Life ·
Zest ·
N BOX ·
Acty ·
Vamos ·
Civic Hybrid ·
FCX Clarity ·
Freed ·
Stream ·
StepWGN ·
Odyssey ·
Elysion ·
Crosstour ·
Passport ·
Pilot ·
Ridgeline
Uit productie:
N ·
Z ·
Today ·
That's ·
T ·
TN ·
S ·
Beat ·
Logo ·
Capa ·
Mobilio ·
L ·
S-MX ·
Airwave ·
CRX ·
1300 ·
Quintet ·
Integra ·
Concerto ·
Domani ·
Prelude ·
Ascot ·
Avancier ·
FR-V ·
Shuttle ·
Inspire ·
Legend ·
HR-V ·
Crossroad ·
Element ·
Horizon ·
Tourmaster ·
S2000 ·
NSX